# Mark Noble
Mark James Noble (Canning Town, 1987. május 8. –), angol labdarúgó, aki a West Ham United középpályása.

## Pályafutása

### West Ham United
Noble általános iskolás korában csatlakozott a West Ham United ifiakadémiájához. 15 évesen ő lett a legfiatalabb játékos, aki valaha pályára lépett az ificsapatban. 2004 augusztusában, 17 évesen debütált a felnőttek között, egy Southend United elleni Ligakupa-meccsen, melyet a WHU 2–0-ra megnyert. A bajnokságban 2005 januárjában mutatkozott be, a Wolverhampton Wanderers ellen.
A 2004–05-ös idény végén őt választották a West Ham legjobb fiataljának és az akkori menedzser, Alan Pardew azt mondta, ő lehet a legjobb játékos, akit valaha kinevelt a klub.

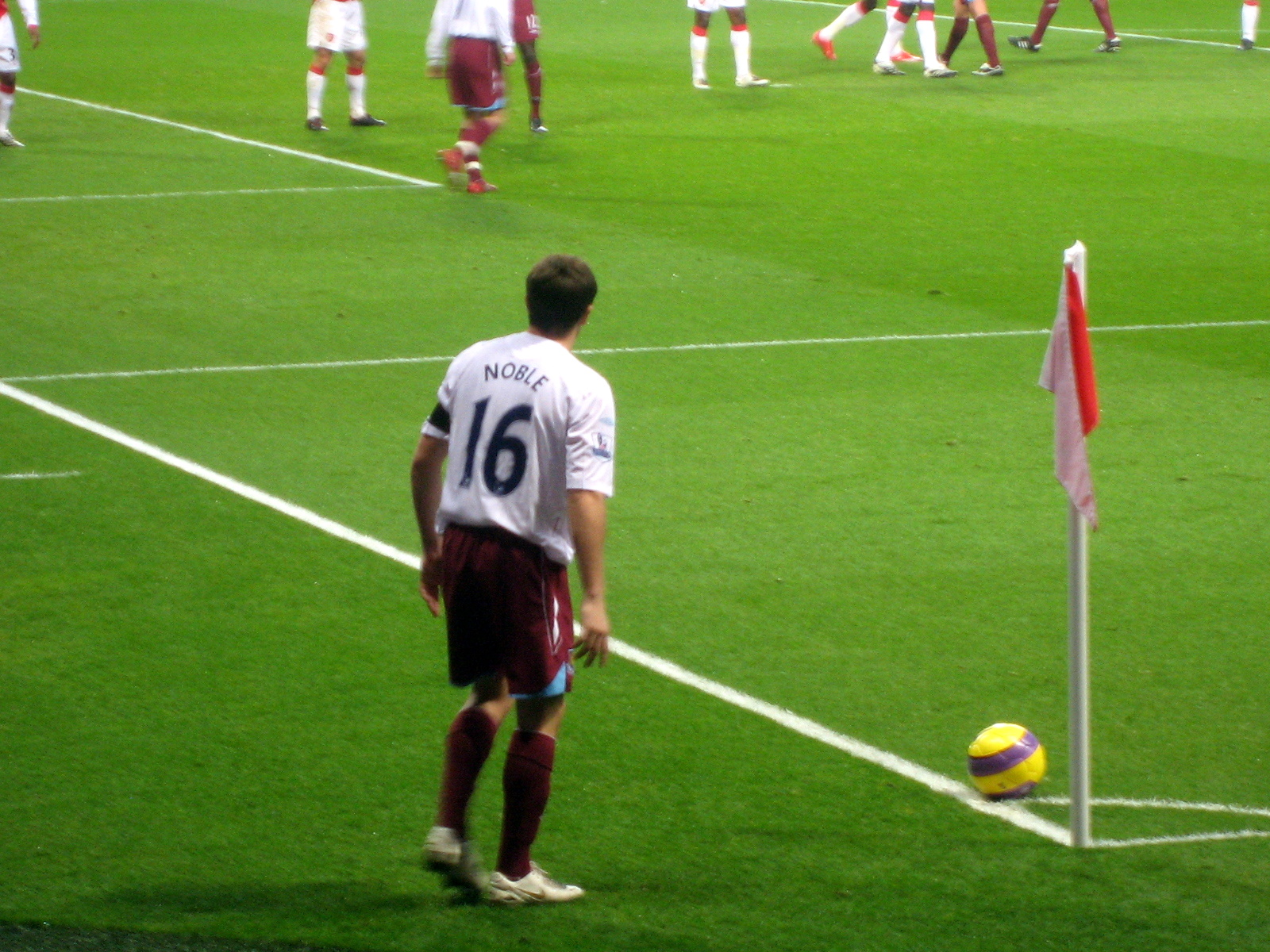
Mark Noble szöglethez készül az Arsenal ellen.

2006-ban kölcsönadták a Hull Citynek, hogy tapasztalatot gyűjtsön, de mindössze öt meccs után vissza kellett térnie az Upton Parkba egy hátsérülés miatt. 2006 augusztusában az Ipswich Townhoz került, szintén kölcsönben, ahol 13 bajnokin játszott és megszerezte első gólját profi pályafutása során, a Coventry City ellen 2–1-re megnyert találkozón.
A West Ham Unitedben 2007 januárjában lőtte első gólját Noble, egy Brighton & Hove Albion FC elleni FA Kupa-mérkőzésen. Csapata 3–0-ra nyert és végül őt választották meg a meccs legjobbjának. Március 4-én a Premier League-ben is megszerezte első találatát. A Tottenham Hotspur ellen volt eredményes, de a West Ham végül 4–3-ra kikapott. Noble sírva hagyta el a pályát.
A 2006–07-es szezon végén ismét őt választották a WHU legjobb fiataljának, a szavazatok 99%-át ő kapta. Ráadásul az év gólja is az ő nevéhez fűződik, a Bolton Wanderers elleni kapásgólját ítélték a legszebbnek a szakemberek.
A következő idényre Noble állandó tagja lett a csapatnak, szinte mindig kezdőként kapott lehetőséget, ha egészséges volt. Egy Liverpool elleni mérkőzésen ő szerezte csapata győztes gólját büntetőből, miután Jamie Carragher szabálytalankodott Fredrik Ljungberggel szemben a büntetőterületen belül.
A 2008–09-es évadban, a Manchester City ellen két sárga lapot kapott, így kiállították. A következő, West Bromwich Albion elleni meccsen javított, ugyanis gólt szerzett, bár csapata 3–2-re kikapott. Noble minden sorozatot egybevéve 2009. március 21-én, a Blackburn Rovers ellen, már 100. alkalommal viselhette a West Ham United mezét.

## Válogatott
Noble csapatkapitányként is szerepelt az U18-as angol válogatottban és tagja volt annak a csapatnak, mely 2005-ben bejutott az U19-es Eb döntőjébe, ahol azonban kikapott a franciáktól. Az U21-es válogatottban 2007. június 11-én lépett pályára először, mikor Csehország ellen csereként beállt az U21-es Eb-n.
A torna elődöntőjében, a hollandok ellen végig a pályán volt. Anglia végül 13-12-re kikapott a büntetőpárbajban. Noble két büntetőt értékesített. 2007. szeptember 11-én, Bulgária ellen megszerezte első gólját az U21-es csapatban. Október 16-án, Írország ellen pedig duplázni tudott.

## Külső hivatkozások
- Noble adatlapja a West Ham oldalán
- Mark Noble pályafutásának statisztikái a Soccerbase oldalon (angolul)

- Fényképek és statisztikák Mark Noble pályafutásáról